# Ellison D. Smith

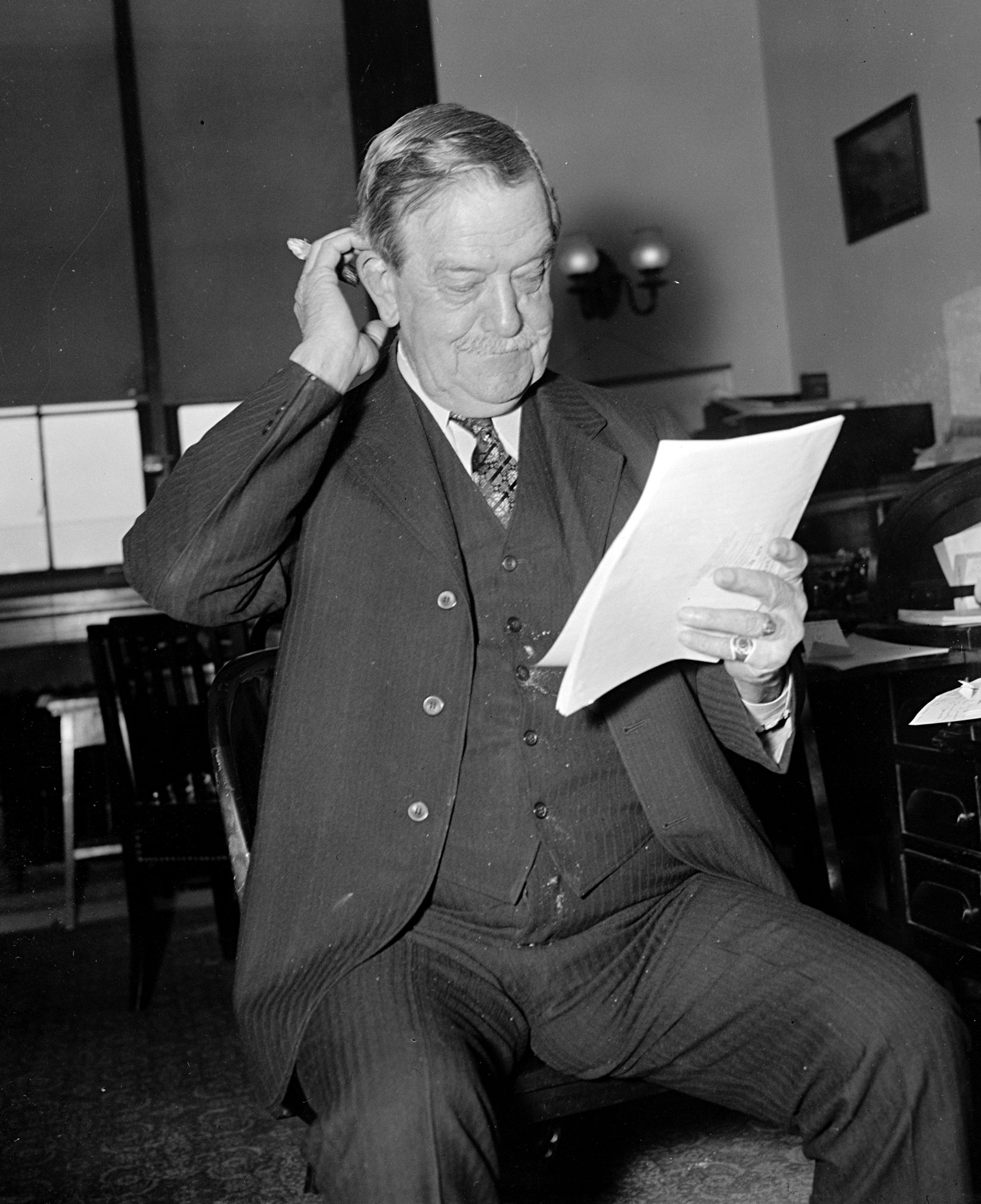
Ellison D. Smith (1937)

Ellison DuRant Smith (* 1. August 1864 in Lynchburg, Lee County, South Carolina; † 17. November 1944 ebenda) war ein US-amerikanischer Politiker, der den US-Bundesstaat South Carolina im Senat der Vereinigten Staaten repräsentierte.

## Leben

### Werdegang
Ellison D. Smith wuchs als Sohn von William Smith, einem Methodisten-Prediger, und dessen Ehefrau Isabella McLeod auf der Farm seiner Eltern nahe der Stadt Lynchburg auf. Smiths Cousin war Thomas Gordon McLeod, von 1923 bis 1927 Gouverneur von South Carolina.
Durch den Wohlstand seiner Eltern konnte Smith einige angesehene Schulen besuchen, darunter die University of South Carolina in Columbia oder das Wofford College in Spartanburg, an welchem er 1889 seinen Abschluss erlangte. Danach kehrte er vorübergehend auf die Farm seiner Eltern zurück, um seinen Geschwistern bei der Arbeit auf dem Anwesen zu helfen.

### Privates
1892 heiratete Smith Cornelia Martha Moorer. Doch der Ehe war nur eine kurze Dauer vergönnt. Bei der Geburt ihres Kindes, eines Sohnes, starb Cornelia Smith am 5. Juni 1893, im Alter von erst 28 Jahren. Martius Smith, ihr gemeinsamer Sohn, wurde nur 19 Jahre alt. 1913 fügte er sich unabsichtlich mit seinem Gewehr eine Wunde bei, an der er fünf Tage nach dem Vorfall starb.
1906 trat Smith mit Annie Brunson Farley vor den Traualtar. Aus seiner zweiten Ehe gingen vier Kinder, zwei Töchter und zwei Söhne hervor. Sein Sohn Ellison DuRant Smith, junior war später mit der Tochter von Gouverneur Richard Irvine Manning verheiratet. Sein zweiter Sohn mit Annie Farley, Charles, saß als Abgeordneter im Repräsentantenhaus von South Carolina.

### Politische Karriere
Ellison Smiths Karriere als Politiker begann 1896, als er selbst für die Demokratische Partei ins Repräsentantenhaus von South Carolina gewählt wurde. Nach vier Jahren als Abgeordneter kandidierte er bei der Spezialwahl im 7. Kongresswahlbezirk South Carolinas 1901 für einen Sitz im Repräsentantenhaus der Vereinigten Staaten, belegte in der Primary seiner Partei aber nur den vierten Platz. Sieger wurde Asbury Francis Lever.
Schon früh engagierte sich Smith für die Interessen der Landwirte, gründete 1901 die Farmer's Protective Association und war Delegierter auf der Boll Weavil Convention, die 1905 in Shreveport (Louisiana) tagte. Da auf der Farm seiner Eltern überwiegend Baumwolle angebaut wurde, bekam er bald den Spitznamen Cotton Ed.
1908 wurde Smith in den Senat der Vereinigten Staaten gewählt. Es war der Beginn einer 36 Jahre währenden Zeit im Kongress. Fünf Mal stellte er sich der Wiederwahl, ebenso oft wurde er in seinem Amt bestätigt. 1933 wurde er zum Vorsitzenden des Landwirtschaftsausschusses gewählt. Politisch gehörte Smith zum konservativen Flügel seiner Partei, der sich gegen die Gleichbehandlung von Afroamerikanern aussprach.
Auf Initiative einiger Politiker sollten entscheidende Schritte gegen die beständig ansteigende Zahl der Lynchmorde von Weißen an Schwarzen unternommen werden. Am 3. Januar 1935 wurde ein Anti-Lynch-Gesetz, die so genannte Costigan-Wagner Bill – benannt nach seinen beiden Hauptinitiatoren, den Demokraten Robert F. Wagner (New York) und Edward P. Costigan (Colorado) – im US-Senat eingebracht. Das Gesetz sollte Lynchen an sich, darüber hinaus Polizeibeamte, die solche Straftaten tolerierten, daran mitwirkten bzw. nicht verfolgten, mit Strafe bedrohen. Vor allem aber sollten die Strafverfahren aus dem Dunstkreis der einzelnen Bundesstaaten auf gesamtstaatliche Ebene (Federal Trials) gezogen werden. Im Rahmen der Diskussion um den Gesetzentwurf vertrat Smith die Meinung, dass das Lynchen einfach notwendig sei „to protect the sanctity of our woman-hood“ („um die Heiligkeit der Frauen zu verteidigen“). Ein weiterer fanatischer Gegner des Gesetzes war Theodore G. Bilbo. Trotz der Eingabe tausender Petitionen der schwarzen Bevölkerung und Bürgerrechtlern scheiterte das Gesetz am Widerstand der demokratischen Senatoren der Südstaaten, zumal US-Präsident Franklin D. Roosevelt sich weigerte, seinen Einfluss geltend zu machen, da er befürchtete, im Kongress die Unterstützung der Südstaaten-Demokraten für sein New-Deal-Programm und bei den im Jahre 1936 anstehenden Wahlen zu verlieren. Smith gehörte jedoch zu den Politikern, die den New Deal von Präsident Roosevelt Anfang der 1930er Jahre scharf kritisierte.  Der daraufhin erfolgte Versuch Roosevelts, die Wiederwahl von Smith im Jahr 1938 zu verhindern, scheiterte allerdings. Im Jahr 1940 wurde er zum Dean, zum Alterspräsidenten der zweiten US-Parlamentskammer, ernannt. 1944 wurde er jedoch von seiner Partei nicht mehr als Kandidat für das Amt des US-Senators nominiert.

### Tod
Ellison D. Smith starb am 17. November 1944, im Alter von 80 Jahren, auf der Farm seiner Eltern. Er starb im selben Bett, in dem er auch geboren wurde.